# Grafenried
Grafenried es una localidad y antigua comuna suiza del cantón de Berna, situada en el distrito administrativo de Berna-Mittelland.
Hasta el 31 de diciembre de 2009 estaba situada en el distrito de Fraubrunnen. Y el 1 de enero de 2014 las comunas de Grafenried, Büren zum Hof, Etzelkofen, Limpach, Mülchi, Schalunen y Zauggenried se fusionaron en la comuna de Fraubrunnen.

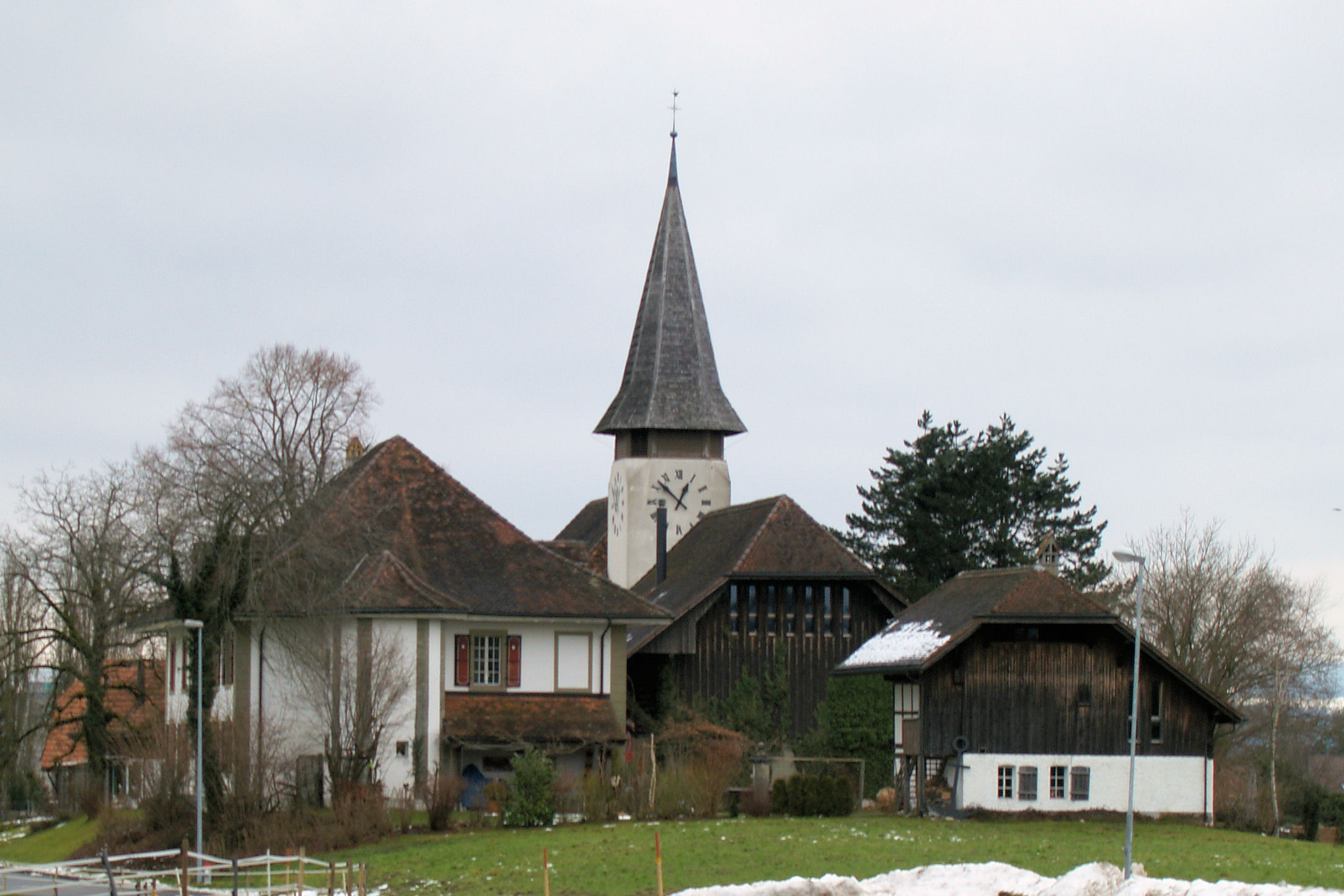
Iglesia de Grafenried.